# Fret SNCF
A Fret SNCF a Francia Államvasút, az SNCF teherszállítással foglalkozó leányvállalata. A vállalat székhelye Clichy, vezetője Sylvie Charles. A Fretnél körülbelül 7000 alkalmazott dolgozik, 2015-ben 19,9 milliárd tonna árut szállított el.

## Járművek
A Fret megközelítőleg 700 vonali mozdonnyal és 300 tolatómozdonnyal rendelkezik, melyek között egyaránt megtalálhatóak a dízel- és az egy- és többáramnemű villamosmozdonyok is. A járművek színe többnyire világoszöld-szürke, oldalukon a társaság logójával.

## Galéria

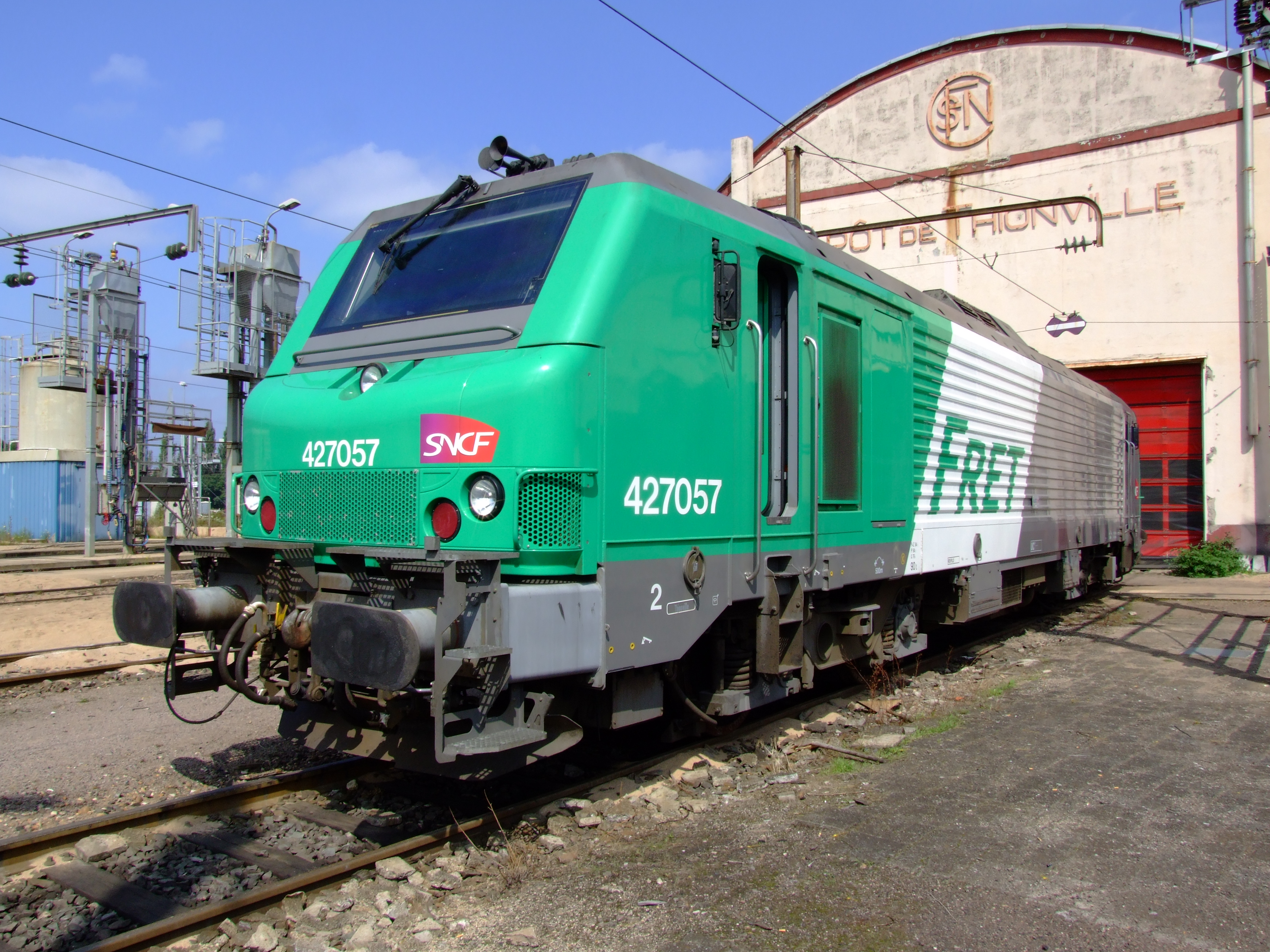
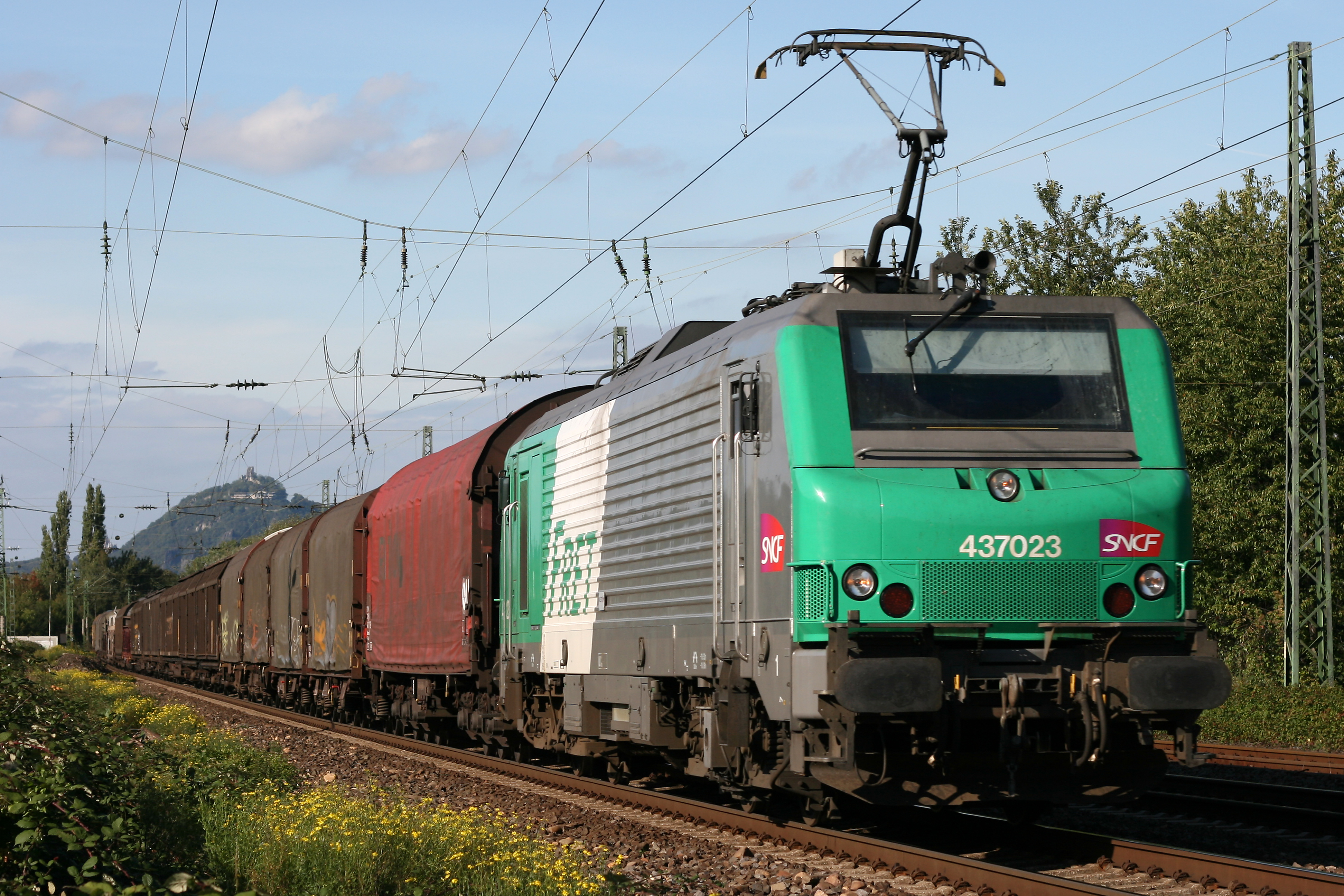
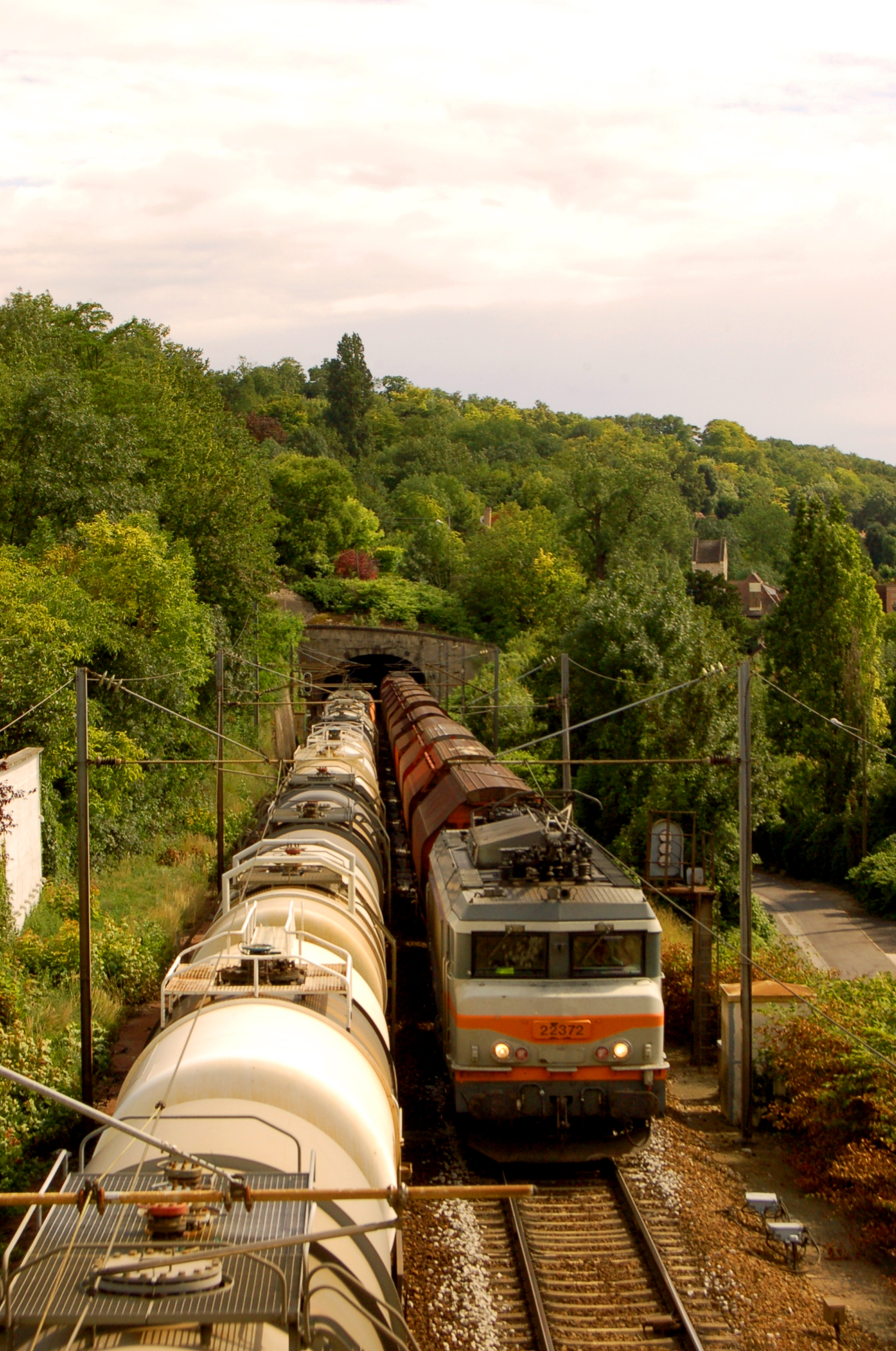
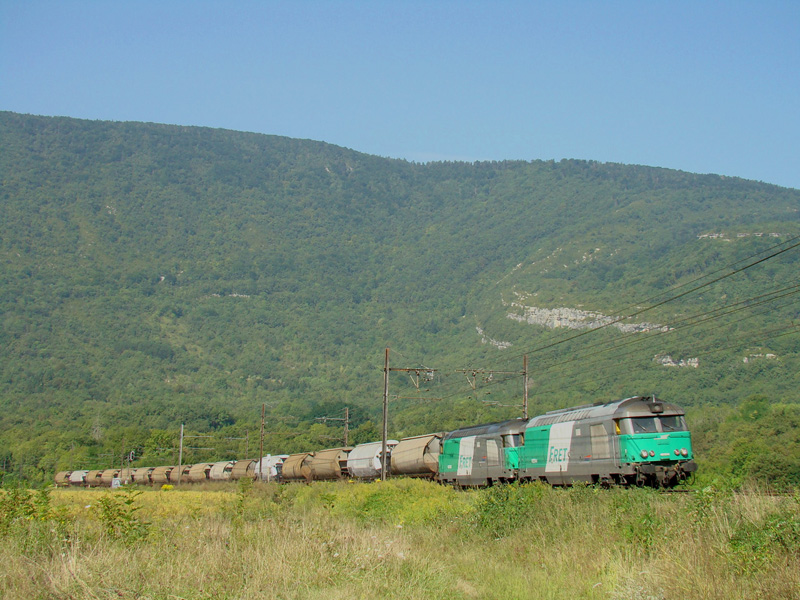
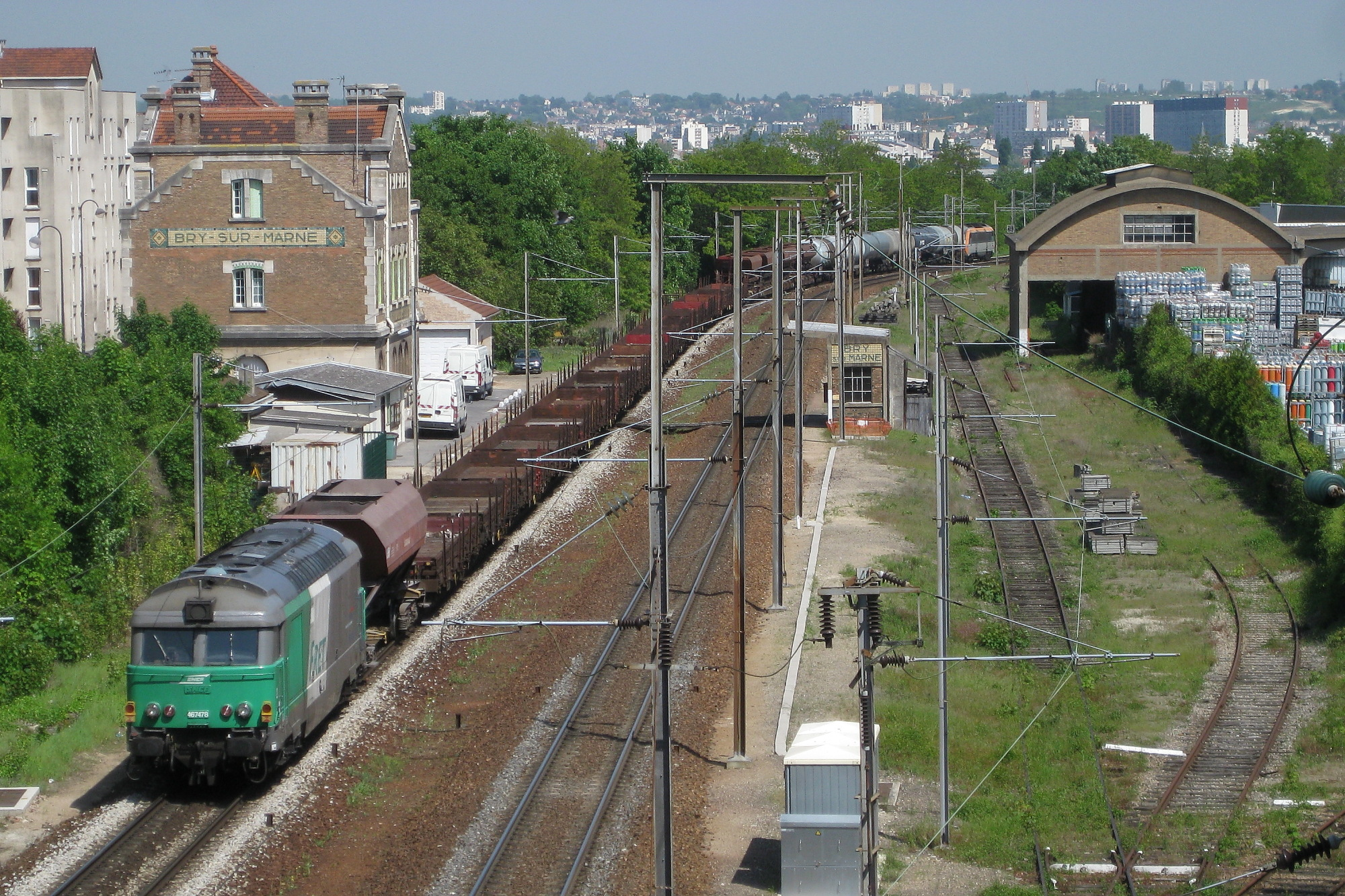